# Paratemnoides curtulus
Paratemnoides curtulus är en spindeldjursart som först beskrevs av Vladimir V. Redikorzev 1938.  Paratemnoides curtulus ingår i släktet Paratemnoides och familjen Atemnidae. Inga underarter finns listade i Catalogue of Life.